# P/2015 F1 (PANSTARRS)
P/2015 F1 (PANSTARRS) — одна з короткоперіодичних комет сім'ї Юпітера. Ця комета була відкрита 21 березня 2015 року; вона мала 19.1m на час відкриття.